# Ewagriusz z Pontu

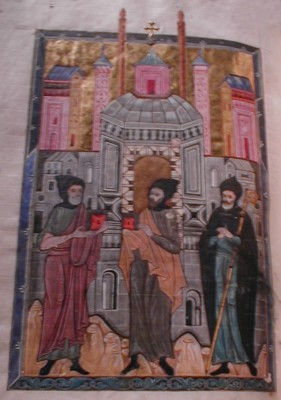
Ewagriusz z Pontu (po lewej), Jan Klimak oraz niezidentyfikowana postać na manuskrypcie z XVII wieku

Ewagriusz z Pontu (ur. 345, zm. 399) – mnich pontyjski, teolog, mistyk. Jeden z najznamienitszych ojców pustyni.

## Życie
Urodził się w roku 345 w Iborze (obecnie północna Turcja), w zamożnej rodzinie kapłana z Ibory. Wykształcony w Cezarei Kapadockiej. Bazyli Wielki, z którym jego rodzina utrzymywała żywy kontakt, ustanowił go lektorem tamtejszego Kościoła. Po śmierci swego ojca oraz Bazylego, Ewagriusz udał się do Konstantynopola, gdzie był wiernym towarzyszem Grzegorza z Nazjanzu w trudnym dlań okresie. Grzegorz wyświęcił go na diakona. Dzięki swej znajomości Pisma oraz bystrości umysłu, Ewagriusz zyskał w Konstantynopolu wielką sławę, odnosząc duże sukcesy jako kaznodzieja i walcząc z arianami.
Aby jednak wyplątać się z intryg związanych z władzą oraz pochopnej znajomości z bliżej nieustaloną, zakochaną w nim kobietą, uciekł do Jerozolimy, podejmując życie monastyczne na Wielkanoc w 383 roku w klasztorze prowadzonym przez Melanię Starszą oraz Rufina z Akwilei. Po długiej chorobie, której podłoże mogło mieć naturę duchową, w roku 383 udał się na Pustynię Egipską, koło Aleksandrii. Tam, po dwóch latach swoistego nowicjatu odbytego w Nitrii, zamieszkał w półpustelniczej osadzie Cele (Kellia). Przyjaźnił się z przebywającymi tam Makarym Wielkim (Egipskim) i Makarym Aleksandryjskim oraz z innymi słynnymi anachoretami z Cele, Sketis i Nitrii. Odmówił przyjęcia biskupstwa Thmuis, które chciał mu ofiarować arcybiskup Teofil z Aleksandrii. Umarł tuż po święcie Objawienia Pańskiego w 399 roku, wycieńczony chorobą żołądka, która została wywołana niezwykle ascetycznym trybem życia i surowymi postami. Część życiorysu Ewagriusza spisał jego uczeń Palladiusz (Vita Evagrii) w swoim dziele Historia Lausiaca.
Kościoły wschodnie uznają Ewagriusza za świętego, a Kościół Ormiański wspomina go 11 stycznia.

## Poglądy teologiczne
Był pierwszym mnichem, który poddał doświadczenie eremity systematycznej i wnikliwej refleksji teologicznej. Jego uwagi na ten temat nie tracą aktualności, będąc cennym źródłem do badań nad  duchowością anachoretów.
Ewagriusz stał się ascetą, ale jako filozof był pod wielkim wpływem neoplatoników, co widać w jego koncepcji bóstwa.
Według Ewagriusza nauki mistyczne winny mieć charakter zarówno praktyczny, jak i teoretyczny. Praktyka ma oczyszczać duszę i umożliwić jej osiągnięcie całkowitego zobojętnienia, milczenia wobec Boga. Prowadzi ona do „teorii” lub gnozy, dzielącej się na dwa stopnie: „fizyczny” (będący kontemplacją natury, boskiego stworzenia) i „teologiczny” (bezpośrednie uczestnictwo w anielskim poznaniu niestworzonego Światła). Dusza, podlegająca stopniowemu oczyszczeniu i sublimacji, w trakcie swego wznoszenia się odkrywa nowe światy. Jednak dopiero u kresu swej ascezy człowiek może ostatecznie odzyskać pierwotną jedność, której utrata spowodowała jego nieszczęście i upadek.
Postulował odcieleśnienie intelektu.
Był twórcą słownika mistycznego rozpowszechnionego przez całe średniowiecze.
Nieprzemijającą wartość w nauczaniu Ewagriusza ma jego nauka o ośmiu rodzajach pokus, których źródłem, jego zdaniem, są złe duchy, a każdy z nich odpowiada za jeden z ich rodzajów. Szczególnie dużo uwagi poświęcił acedii, która jest w jego przekonaniu najniebezpieczniejszym zagrożeniem, jakie czyha na każdego człowieka duchowego. Katalog ten ośmiu namiętności został przekształcony na Zachodzie w katechizmowy spis grzechów głównych. Jest też Ewagriusz autorem ciekawej koncepcji czystej modlitwy. Nauka tego Ojca Pustyni została później podjęta przez Jana Kasjana oraz Grzegorza I Wielkiego. Na poglądach Ewagriusza w zakresie chrystologii oparł się Babaj Wielki, dokonując reformy nauczania nestoriańskiego. Ewagriusz w odpowiedzi na zagrożenia duchowe proponował metodę antyrretyczną, którą rozwinął w dziele Antirrhetikon (Kontrargumenty).

## Kontrowersje
Dopóki znano pisma Ewagriusza za pośrednictwem syryjskich tłumaczeń, dopóty uważano go za pisarza mieszczącego się w ówczesnych ramach prawowiernej doktryny. Gdy jednak odkryto nowe dzieła pontyjskiego mnicha, dostrzeżono w nich coraz więcej orygenizmu. A. Guillaumont zauważył, że doktryna Ewagriusza prawie w całości pokrywa się z tą, która została potępiona na Soborze Konstantynopolitańskim w 553 roku. Orygenizm Ewagriusza nie mieścił się zatem w ówczesnej ortodoksji kościelnej. Pogląd ten stał się powszechnym przekonaniem wśród patrystycznych badaczy. F. Refoule sformułował konkretne zarzuty:
(a) trudno mówić w nauce Ewagriusza o rzeczywistym wcieleniu Chrystusa,
(b) jego mistyka pozbawiona jest chrystologicznej perspektywy,
(c) nie ma miejsca w nauce Pontyjczyka na tajemnicę krzyża i sakramenty święte,
(d) ewagriuszowska antropologia neguje możliwość zmartwychwstania ciał.
Tę ocenę kwestionuje natomiast Gabriel Bunge formułując szereg argumentów:
(a) pontyjski teolog nie tylko akceptował nicejskie Credo, ale nadto bronił je przed fałszywą gnozą,
(b) na spekulacje pozwalał sobie tylko w zagadnieniach otwartych dla teologicznych dociekań, akceptując dogmaty Kościoła,
(c) w antyorygenowskiej polemice w IV w. imię Ewagriusza nie pada od razu, co ma świadczyć o tym, że był on postrzegany raczej jako obrońca prawowiernej nauki Kościoła;
(d) na soborach w 543 i 553 roku potępiono orygenizm i naukę Ewagriusza na podstawie wyłącznie poglądów proorygenwskich mnichów z Palestyny. Bunge wątpi, czy w VI wieku znano oryginalne pisma Ewagriusza bądź Orygenesa.

## Dzieła
Najważniejsze z jego dzieł to:
- O praktyce ascetycznej,
- Gnostyk,
- Rozdziały gnostyckie,
- O modlitwie,
- O ośmiu duchach zła,
- Komentarz do Modlitwy Pańskiej,
- Pouczenia dla mnichów,
- Listy.

Jako że wysoko cenił myśli oraz wypowiedzi ojców pustyni, które prawdopodobnie zbierał, dlatego niewielki ich wybór zamieścił w dziele O praktyce ascetycznej, które tym samym jest najstarszym zbiorem apoftegmatów, który przetrwał do czasów nowożytnych.